# Бовина, Лидия Александровна
Лидия Александровна Бовина (22 февраля 1936 — 26 января 2001) — учёный в области физики и технологии полупроводников и фотоэлектроники, доктор физико-математических наук, профессор, заслуженный технолог Российской Федерации, лауреат Государственной премии РФ в области науки и техники.

## Биография
Окончила Московский институт стали и сплавов.
С 1961 г. работала в лаборатории полупроводниковых материалов НИИПФ (сейчас — ГНЦ РФ АО "НПО «Орион») в должностях от младшего научного сотрудника до научного руководителя НИР и ОКР.
В 1960-е гг. разработала технологию выращивания монокристаллов антимонида индия, что позволило значительно ускорить организацию производства фотоприемников средневолнового ИК-диапазона.
Получила новый полупроводниковый материал — твердый раствор теллуридов кадмия-ртути (КРТ). По её технологии в начале 1970 года были выращены первые монокристаллы КРТ, на которых разработаны первые советские фоторезисторы на спектральный диапазон 8-12 мкм.
Создала фотодиоды для сверхбыстродействующих фотоприемников для гетеродинного приема излучения СО2-лазера на длине волны 10,6 мкм.
В 1977 году защитила докторскую диссертацию по результатам разработки и исследований КРТ и фотодиодов. Профессор.

## Награды и премии
- Медаль «В память 850-летия Москвы»
- Юбилейная медаль «За доблестный труд. В ознаменование 100-летия со дня рождения Владимира Ильича Ленина»
- Заслуженный технолог Российской Федерации (Указ Президента РФ от 27.03.1996 г. № 428)
- Государственная премия Российской Федерации в области науки и техники (за 2000 год) — за работу «Твердые растворы теллуридов кадмия-ртути и фотодиоды на их основе для инфракрасной техники нового поколения»[1]